# Phanom Sarakham (huyện)
Phanom Sarakham (tiếng Thái: พนมสารคาม) là một huyện (‘‘amphoe’’) ở phía trung của tỉnh Chachoengsao, miền trung Thái Lan.

## Lịch sử
Mueang Phanom Sarakham đã là một thành phố thuộc vương quốc Ayutthaya, cùng thời với Mueang Phanat Nikhom và Sanam Chai Khet.
Đơn vị này đã được lập thành huyện Phanom Sarakham năm 1894.

## Địa lý
Các huyện giáp ranh là (từ phía đông theo chiều kim đồng hồ) Sanam Chai Khet, Plaeng Yao, Ratchasan của tỉnh Chachoengsao,  Si Mahosot và Si Maha Phot của tỉnh Prachinburi.
Nguồn nước quan trọng của vùng này là Khlong Tha Lat.

## Hành chính
Huyện này được chia thành 8 phó huyện (tambon), các đơn vị này lại được chia thành 86 làng (muban). Có 3 thị trấn (thesaban tambon) trong huyện này - Ko Khanum, Phanom Sarakham và Khao Hin Son mỗi đơn vị nằm trên một số vùng đất của tambon cùng tên. Ngoài ra có 8 tổ chức hành chính tambon (TAO).
| Số TT | Tên             | Tên tiếng Thái | Số làng | Dân số |  |
| ----- | --------------- | -------------- | ------- | ------ |  |
| 1.    | Ko Khanun       | เกาะขนุน        | 15      | 14.882 |  |
| 2.    | Ban Song        | บ้านซ่อง         | 14      | 9.971  |  |
| 3.    | Phanom Sarakham | พนมสารคาม      | 3       | 9.567  |  |
| 4.    | Mueang Kao      | เมืองเก่า        | 7       | 3.029  |  |
| 5.    | Nong Yao        | หนองยาว        | 11      | 8.932  |  |
| 6.    | Tha Than        | ท่าถ่าน          | 7       | 7.810  |  |
| 7.    | Nong Nae        | หนองแหน        | 15      | 9.372  |  |
| 8.    | Khao Hin Son    | เขาหินซ้อน       | 14      | 14.515 |  |